# Süttő
Süttő é um município da Hungria, situado no condado de Komárom-Esztergom. Tem 34,47 km² de área e sua população em 2015 foi estimada em 2.023 habitantes.